# Nice (Unix)
nice (anglicky nice – milý, hodný ale i vybíravý) je standardní UN*Xový program, sloužící ke spuštění jiného programu s jinou, než základní prioritou.

## Historie
Příkaz nice se poprvé objevil v AT&T UNIXu verze 6. Tento příkaz odpovídá standardu IEEE Std 1003.1-2004 (POSIX).

## Popis
Program nice spouští jiný příkaz s časovanou prioritou. Je-li zadána hodnota inkrementu, je použita. Není-li, systém použije hodnotu 10. Uživatel root může spustit proces s vyšší prioritou pomocí použití negativního inkrementu. Tato priorita může být upravena v rozsahu −20 (nejvyšší) až 19 (nejnižší).
parametry:
- -n inkrement
(pozitivní nebo negativní hodnota inkrementu systémového časovače pro určení priority procesu)

návratové hodnoty:
- 0 příkaz byl bezchybně proveden,[pozn. 1]
- 1–125 chybové stavy,
- 126 program byl nalezen, ale nemohl být vykonán,
- 127 program nebyl nalezen.

## renice
Nástroj renice slouží ke změně priority již běžícího procesu.

## Příklady použití
spuštění DNS daemonu BIND s vyšší prioritou
```
# nice -15 named
```